# Wirgiliusz z Arles
Wirgiliusz z Arles (ur. ok. 550 w  południowej Galii, zm. ok. 610-618) – biskup Arles, cysterski zakonnik (OCist.) i opat, wikariusz papieski, święty Kościoła katolickiego.
Był zakonnikiem w cysterskim klasztorze Lérins na wyspie św. Honoraty (Wyspy Leryńskie), a następnie został opatem klasztoru św. Symforiana w Autun. W 588 roku został podniesiony do godności biskupa i wikariusza Burgundii i Austrazji.
Na polecenie  papieża Grzegorza Wielkiego udał się do Canterbury, gdzie w 596 miał dokonać święceń biskupich Augustyna z Canterbury. W roku 595 otrzymał uprawnienia wikariusza papieskiego.
Zmarł ok. 618 roku.
Jego wspomnienie liturgiczne w nowym Martyrologium obchodzone jest 5 marca. W Arles wspominano go 7 i 10 października.